# Diana Higbee
Diana Higbee est une chanteuse lyrique (soprano), productrice et metteur en scène française.
Créatrice du festival de musique, Musica Le Mans, elle est nommée ambassadrice de la ville du Mans en 2016.

## Biographie

### Enfance et formation
Diana Higbee est née à New-York. Son père, américain, est journaliste reporter de guerre quand il rencontre au Viet Nam sa mère, diplomate néo-zélandaise. Elle grandit en chantant dans les chœurs de l'église américaine de Paris et suit en parallèle des leçons de piano, de chant et de danse.
Elle quitte les États-Unis avec son Bachelor de musique et décide de poursuivre ses études au Conservatoire du Centre à Paris auprès de Martine Surais.
Elle retourne aux Etats-Unis où elle intègre la Manhattan School of Music à New York et obtient son master de Musique en 2000.  Elle devient pensionnaire du CNIPAL pour la saison 2001-2002.

### Carrière[4]
Elle obtient son premier rôle professionnel au Théâtre du Ranelagh et chante Crobyle dans Thaïs de Massenet sous la direction d'Amine Kouider. Elle intègre ensuite le CNIPAL à Marseille où elle fera ses débuts à l'Opéra de Marseille avec le rôle d'Arminda dans La Finta Giardiniera de Mozart sous la direction de Christian von Geren et Gretel dans Hänsel et Gretel de Humperdinck à la Stadthalle Bayreuth sous la direction de Nicolaus Richter.
Elle se spécialise dans les Opéras de Mozart et le répertoire Français, abordant des rôles tels que Susanna dans Les Noces de Figaro ou Despina dans Cosi fan Tutte. Son sens de la comédie lui permet d'explorer des rôles dans les opérettes d'Offenbach.
Elle a travaillé avec des metteurs en scènes tels que Jean-Yves Ruf, Giorgio Madia, Paul-Emile Fourny, Olivier Desbordes, Benjamin Prins, Jacques Osinski, Alberto Nason, François Rancillac, Pierre Tirion-Vallet, Wouter van Looy.
Elle est la première chanteuse lyrique invitée pour la cérémonie d'ouverture des 24 heures du Mans et chante la Marseillaise devant 250 000 spectateurs et retransmis pour 15 millions de téléspectateurs.

### Productrice/metteur en scène
Diana Higbee, propose et organise des concerts lyriques depuis 2016. Un numéro d'ArtOtech lui est consacrée en 2019 à l'occasion du Festival Musica Le Mans qu'elle produit et met en scène en juillet chaque année au Mans.
Elle produit une émission de télévision "Sur un air d'Opéra" pour la chaîne locale LMtv où elle chante et raconte des airs d'Opéra.
De 2009 à 2013, elle produit et met en scène des opéras avec de jeunes chanteurs lyriques (Didon et Enée de Purcell, Les Noces de Figaro de Mozart, Trouble in Tahiti de Bernstein, Cosi fan Tutte de Mozart) le tout dans un esprit Black Box, avec peu ou sans costumes ni décors, travaillant avec les corps des chanteurs et quelques éléments scéniques pour représenter les scènes.

## Opéra[12]
2003
- Amour Orphée et Eurydice, Komische Oper, Berlin
- Gretel Hänsel und Gretel, Stadthalle, Bayreuth
- Arminda La Finta Giardiniera, Opéra de Marseille

2004
- Pleasure The Choice of Hercules, compagnie Les Goûts Réunis
- Josabeth dans Athalia, Festival d’Ambronay
- Fiordiligi dans Cosi fan Tutte au Festival Deux Scènes

2005
- Arminda dans La Finta Giardiniera avec Opéra du Jour
- Pamina dans La Flûte enchantée, Orchestre Les Ellipses
- Contessa dans Les Noces de Figaro, Festival de Haute Savoie

2006
- Pamina dans  La Flûte enchantée, Orchestre Les Ellipses
- Erste Dame dans La Flûte enchantée, Opéra de Besançon
- La Chauve-Souris dans L'Enfant et les Sortilèges, Opéra de Besançon
- Requiem de Mozart pour France 2 avec l'Orchestre Prométhée
- Galatea dans Acis and Galatea Maison de la Musique Nanterre[13]

2007
- Looloo dans 50 Million Frenchmen, Orchestre de Picardie
- 1st Witch 2nd Woman dans Dido and Æneas, Festival d’Aix en Provence
- Mme Gobineau dans The Medium Clé des Chants Tournée

2008
- Contessa Le Nozze di Figaro Romanian Radio Orchestra
- Zélide dans La Guirlande Wiener Kammeroper
- Diane dans Le Zéphyr Wiener Kammeroper

2009
- Fiordiligi dans Cosi fan Tutte, Festival d’Antibes
- Contessa dans Le Mariage de Figaro, Festival Montluçon
- Rosalinda dans La Chauve-Souris, Opéra de Clermont Ferrand

2010
- Lucy The Telephone Théâtre Reine Blanche
- Rosalinda dans La Chauve-Souris Opéra de Sète
- Donna Anna dans Don Giovanni Festival de Lacoste

2011
- Elvira dans Don Giovanni Festival Viva la Musica
- Emily dans Emiliy Dickinson Orchestre Les Ellipses
- Rosalinda dans Die Fledermaus Opéra de Clermont
- Ferrand Contessa dans Le Nozze di Figaro Théâtre Adyar
- La Femme dans Le Pauvre Matelot Wiener Kammeroper
- Yvonne dans Venus in Africa Wiener Kammeroper
- Mélisande dans Pelléas et Mélisande Théâtre de Rotterdam

2012
- Mélisande dans Pelléas et Mélisande Vlaamse Opera Belgique
- Frasquita dans Carmen Opéra de Toulon
- Thaïs dans Thaïs Opéra du Jour
- Mélisande dans Pelléas et Mélisande Den Neue Oper Bergen Norvège

2013
- Mélisande dans Pelléas et Mélisande Concertgebowe Brugge, Belgique
- Cunégonde dans Candide, Opéra de Nancy
- Donna Anna dans Don Giovanni, Chartres, Vernouillet[13], Opéra de Dijon[réf. nécessaire]

2014
- Donna Anna dans Don Giovanni (Festival de Lacoste, Antiopolis Antibes, Théâtre de Chartres)

2015
- Micaëla dans Carmen, Theater Vanemuine Estonie[14]
- Boulotte dans Barbe Bleue d'Offenbach, Estivales de Puisaye[13]
- Contessa dans Le Nozze di Figaro, Festival d'Arles
- Junon dans Orphée aux enfers d'Offenbach, Festival Eva Ganizarte[13]

2016
- Eurydice dans Orphée aux enfers, Estivales de Puisaye[13]
- Isoline de Hainant dans Geneviève de Brabant, Opéra National de Montpellier[13]
- Micaëla dans Carmen, Theater Vanemuine Estonie[13]

2017
- Isoline de Hainant dans Geneviève de Brabant, Opéra de Nancy[15]
- Micaëla dans Carmen, Theater Vanemuine Estonie
- Gabrielle dans La Vie parisienne, Estivales de Puisaye.

2018
- Euridice dans Orphée aux Enfers, Estivales en Puisaye
- Micaela dans Carmen au Vanemuine Theater Estonia
- Rita dans Rita de Donizetti, Kleine Festspiele Burg Golling

2019
- Micaela dans Carmen, Vanemuine Theater Estonia
- Carmen dans Carmen, Festival Musica
- Pamina dans La Flûte Enchantée, Festival Musica
- Cherubino dans Les Noces de Figaro, Festival Eva Ganizate
- Metella dans La Vie Parisienne, Opéra Eclaté

2020
- Didon dans Didon et Enée, Château de la Groirie
- Micaela dans Carmen, Vanemuine Theater Estonia
- Fiordiligi dans Cosi fan Tutte, Festival du Bout des Doigts (annulé covid 19)
- Micaela dans Carmen Salt Marsh Opera (annulé covid 19)

2021
Metteur en scène: 
- Traviata de Verdi, Tosca de Puccini et Thaïs de Massenet, Festival Musica
- Roméo et Juliette de Gounod, Festival Musica

Chanteuse
- Micaela dans Carmen Opéra du Connecticut

## Reconnaissances et distinctions
Depuis la Saison 2020-2021 Diana Higbee présente et anime Musica Classica sur le réseau Via LMtv Sarthe.
Le Maine libre lui décerne le Prix du public 2018 pour Les Talents de La Sarthe]
Le maire du Mans Jean-Claude Boulard, la nomme Ambassadrice et Citoyenne d'Honneur pour Le Mans en 2016.
Le Hillsdale College lui offre le GOLD Award (Graduate of the Last Decade) en 2006 pour sa réussite professionnelle.
La même année, elle gagne le vote du public de France 2 pour l'émission Musiques au cœur d'Ève Ruggiéri[réf. nécessaire].